# Domaine de Banizette
Le Domaine de Banizette est situé à La Nouaille dans le département de la Creuse et la région Nouvelle-Aquitaine. Le domaine est inscrit Monument historique.

## Descriptif
C'est un ensemble rural des XVe siècle et XVIIe siècle représentatif des grandes exploitations agricoles de la région limousine.
Les sept bâtiments, implantés à la périphérie de la cour rectangulaire sur laquelle ils s'ouvrent, sont inscrits à l'inventaire supplémentaire des Monuments Historiques. Sept autres éléments du domaine sont aussi inscrits : la cour, le jardin, les deux pavillons du jardin, le bief du moulin, le pont et le puits.